# انسان‌ساییان
انسان‌ساییان (به لاتین: Homininae)، در آرایه‌شناسی علمی، زیرخانواده‌ای از خانوادهٔ انسان‌سایان است. این زیرخانواده تنها شامل دو سردهٔ موجود شمپانزه و انسان است. گنجاندن سردهٔ شمپانزه در زیرخانوادهٔ انسان‌ساییان به این معناست که شمپانزه‌ها به انسان نزدیک‌ترند تا به دیگر کَپی‌های بزرگ — علی‌الخصوص گوریل‌ها. انسان و شمپانزه نزدیک‌ترین خویشاوندهای یک‌دیگرند.